# Макганн, Джером
Джером Макганн (Jerome J. McGann; род. 1937) — американский учёный, историк, специалист по романтизму в американской и британской литературе XIX века.
Доктор философии (1966), Университетский профессор Виргинского университета и фелло Калифорнийского университета в Беркли, прежде профессор Лондонского университета, Калтеха и Университета Джонса Хопкинса. Член Американского философского общества (2014) и Американской академии искусств и наук (1994).
Окончил Сиракузский университет (магистр, 1962).
Степень доктора философии получил в Йеле в 1966 году. В 1966-1975 годах ассистент-профессор Чикагского университета. В 1975-1980 годах профессор Университета Джонса Хопкинса. В 1980-1986 годах профессор (Dreyfuss Professor) Калтеха. В 1986-1993 годах профессор Виргинского университета. В 1999—2002 годах профессор Лондонского университета. С 2007 года исследовательский фелло Калифорнийского университета в Беркли. Ныне Университетский профессор и также именной профессор John Stewart Bryan Professor на кафедре английского языка Виргинского университета.
Автор многих книг.

## Отличия
- Wilbur Cross Medal[англ.] (1994)
- Richard W. Lyman Award[англ.] (2002, первый удостоенный)[6]
- James Russell Lowell Prize[англ.] (2002)
- Mellon Distinguished Achievement Award (2002)
- Thomas Jefferson Award Виргинского университета (2017)

Почётный доктор Афинского университета (2009), Чикагского университата (1996).

## Книги
- A Critique of Modern Textual Criticism (1983)
- The Beauty of Inflections, Literary Investigations in Historical Method and Theory (1985)
- Social Values and Poetic Acts (1987)
- The Textual Condition (1991)
- Byron and Romanticism (2002)
- Radiant Textuality, Literature since the World Wide Web (2004)
- The Scholar’s Art, Literary Studies in a Managed World (2006)
- The Poet Edgar Allen Poe: Alien Angel (2014)
- A New Republic of Letters: Humanities Scholarship in an Age of Digital Reproduction (2014)